# Roberto Abel
Roberto Abel (Alpachiri, 1919-Cipolletti, 15 de agosto de 2008) fue un historiador y paleontólogo aficionado argentino.
Fundador del Museo Provincial de Cipolletti Carlos Ameghino, uno de los primeros de Patagonia en 1971 y descubridor del dinosaurio que lleva su nombre, Abelisaurus, en 1985. Profesor del colegio Manuel Belgrano de Cipolleti, dio innumerables conferencias y charlas sobre la paleontología e historia.

## Honores
- 2001: Distinción especial de la Asociación Paleontológica Argentina por ser fundador y primer director del Museo Provincial Carlos Ameghino.[3]
- 2003: Declarado ciudadano ilustre de Cipolletti. Sin otro título que el de bachiller, un autodidacta trabajando en investigación paleontológica, histórica, y cartografíca[4]

### Odonimia
- Una calle de Barrio Rincón Lindo II[5]

### Eponimia
Taxones dedicados por otros científicos a Roberto Abel:
- Abelisauridae, una familia de dinosaurios.
- Abelisaurus Bonaparte & Novas, 1985,[6] un género de dinosaurios.
- Abelichnus, un icnogénero. Traza fósil de dinosaurio bípedo, tridáctilo y de gran tamaño.[7]

## Material recolectado y estudiado
Roberto Abel, como paleontólogo aficionado, se dedicó a recolectar fósiles que luego entregó a distintos investigadores para su estudio y publicación. La lista siguiente reúne algunos de los fósiles que desenterró.  
- Tortuga del Cretácico Tardío de Patagonia (Podocnemididae).[8]
- Dinosaurio saurópodo (Pellegrinisaurus powelli), descubierto y extraído en 1975.[9]

## Fallecimiento
Roberto Abel falleció el 15 de agosto de 2008, a causa de un cáncer.